# Nedim
Ahmet Nedîm Efendi (1681 - 30 de outubro de 1730) foi o pseudónimo (turco otomano : مخلص mahlas) de um dos mais famosos poetas otomanos. Ele alcançou sua maior fama durante o reinado de Amade III, a chamada "Idade das tulipas", de 1718 a 1730. Tanto a vida como o trabalho dele são frequentemente considerados representativos da atitude descontraída e das influências europeias da época. Ele era conhecido por sua poesia ligeiramente decadente, mesmo licenciosa, muitas vezes expressa nos formatos clássicos mais sóbrios, mas também por levar as formas poéticas populares de türkü e şarkı ao tribunal.

## Biografia
Nedim, cujo verdadeiro nome era Ahmed (أحمد), nasceu em Istambul por volta de 1681. Seu pai, Mehmed Efendi, serviu como juiz-chefe militar (قاضسکر Kazasker) durante o reinado do sultão otomano Ibraim I. Em uma idade adiantada, Nedim começou seus estudos em uma madrasa, onde aprendeu árabe e persa. Depois de completar seus estudos, ele foi trabalhar como estudioso da lei islâmica.
Na tentativa de obter reconhecimento como poeta, Nedim escreveu várias poções casianas, ou panegênicas, dedicadas a Ali Pasha, o Grande vizir otomano de 1713 a 1716; no entanto, apesar de dificuldades, ele conseguiu impressionar o vizir seguinte, Ibraim Paxá, que fez com que Nedim conseguisse ganhar um apoio no tribunal do sultão. A partir de então, Nedim tornou-se muito perto do Grande Vizir, que efectivamente serviu como seu patrono sob o sistema de patrocínio otomano. O vizir Ibraim Paxá coincidiu com a época da tulipa otomana, uma época conhecida por suas conquistas estéticas e sua decadência, e como Nedim participou fervorosamente nesta atmosfera, ele é frequentemente chamado de "Poeta do período da tulipa". Acredita-se que Nedim era um alcoólatra e um usuário de drogas, muito provavelmente de ópio.
Sabe-se que Nedim morreu em 1730 durante a revolta jenizara iniciada por Patrona Halil, mas há histórias contraditórias sobre a forma de sua morte.

## Obra
Nedim agora é geralmente considerado, junto com Fuzûlî e Bâkî, como um dos três maiores poetas da tradição poética do Divã otomano. No entanto, não foi relativamente recente que passou a ser visto como tal: em seu próprio tempo, por exemplo, o título de reîs-i şâirân (رئيس شاعران), ou "presidente dos poetas", foi concedido pelo sultão Amade III não para Nedim, mas para o poeta Osmanzâde Tâib, que agora é considerado relativamente escuro, e também muitos outros poetas foram considerados superiores a Nedim em seu tempo. Esta relativa falta de reconhecimento pode ter tido algo a ver com a novidade absoluta do trabalho de Nedim, uma grande parte da qual era bastante radical para o seu tempo.
A maior inovação da Nedim em termos de conteúdo foi a celebração aberta da cidade de Istambul. Isso pode ser visto, por exemplo, na abertura emparelhada (Beyit) de seu "Panegírico para Ibraim Paxá em louvor de Istambul" (İstanbul'u Vasif zýmnında Ibrahim Paşa'a kasîde):
بو شهر ستنبول كه بىمثل و بهادر
بر سنگکه يكپاره عجم ملکی فداءدر
Bu şehr-i Sıtanbûl ki bî-misl-ü behâdır
Bir sengine yekpâre Acem mülkü fedâdır
O cidade de Istambul, inestimável e incomparável!
Eu sacrificaria toda a Pérsia por uma de suas pedras!
As linhas também enfatizam a grande inovação de Nedim em termos de linguagem; não são apenas uma canção, um estilo de verso geralmente associado à literatura popular turca e muito pouco utilizado pelos poetas anteriores do Divan, mas também usa uma gramática e, especialmente, um vocabulário encontrado em turco, árabe ou persa, outro aspecto não muito visto na poesia de Divan daquele tempo ou antes.

## Bibliografía
- Andrews, Walter G. "Nedim" in Ottoman Lyric Poetry: An Anthology. pp. 253–255. ISBN 0-292-70472-0.
- Gölpınarlı, Abdülbâkî; ed. Nedim Divanı. İstanbul: İnkılâp ve Aka Kitabevleri Koll. Şti., 1972.
- Kudret, Cevdet. Nedim. ISBN 975-10-2013-1.
- Mansel, Philip. Constantinople: City of the World's Desire, 1453–1924. London: Penguin Books, 1997.
- Şentürk, Ahmet Atilla. "Nedîm" in Osmanlı Şiiri Antolojisi. pp. 596–607. ISBN 975-08-0163-6.